# 佩里戈尔自由城
佩里戈尔自由城（法語：Villefranche-du-Périgord，法語發音：[vilfʁɑ̃ʃ dy peʁiɡɔʁ]）是法国多尔多涅省的一个市镇，属于萨拉拉卡内达区。

## 地理
佩里戈尔自由城（44°37'52"N, 1°4'31"E）面积24.5 平方千米，位于法国新阿基坦大区多爾多涅省，该省份为法国西南部内陆省份，是法國本土面积第三大的省，大致对应佩里戈尔地区，北起顺时针与夏朗德省、上维埃纳省、科雷兹省、洛特省、洛特-加龙省、吉倫特省和滨海夏朗德省接壤。
与佩里戈尔自由城接壤的市镇（或旧市镇、城区）包括：贝斯、弗赖西内勒热拉、马米尼亚克、圣卡普赖、卢布雅克、圣塞尔南德莱尔姆。

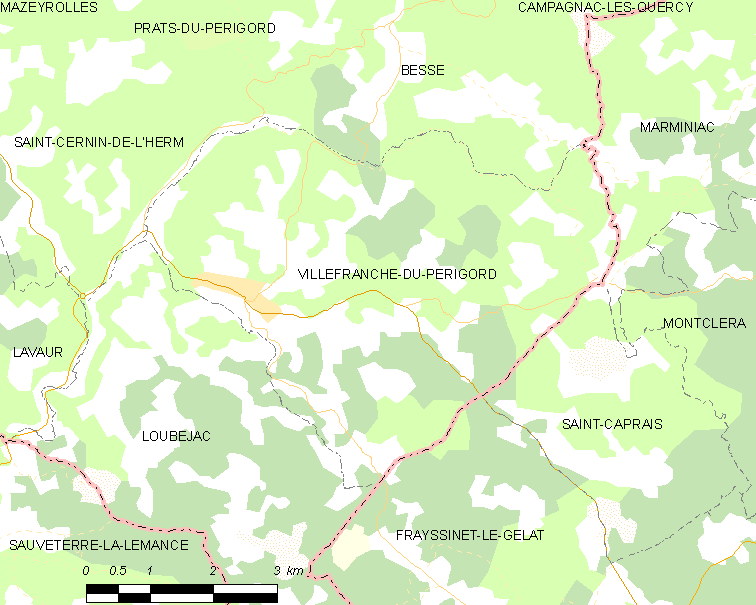
佩里戈尔自由城的OSM定位图

佩里戈尔自由城的时区为UTC+01:00、UTC+02:00（夏令时）。

## 行政
佩里戈尔自由城的邮政编码为24550，INSEE市镇编码为24585。

## 政治
佩里戈尔自由城所属的省级选区为多尔多涅河谷县。

## 人口

1962-2008年间佩里戈尔自由城人口变化图示

佩里戈尔自由城于2022年1月1日时的人口数量为671人。